# Mozgásrendszer
Az emberi mozgásban (a gerincesekre általánosan jellemző módon) az izomrendszer aktív, a csontvázrendszer passzív szerepet tölt be.

## Izomrendszer
Az emberben 350, harántcsíkolt izomból felépülő izom található, ezek építik fel a vázizomrendszert. A testsúly felét a vázizmok teszik ki. Az izmok elsődleges és másodlagos nyalábokból épülnek fel, ezeken belül az izomrostok egymással párhuzamosan helyezkednek el. Az izomfonalakat az egymás mellett elhelyezkedő aktin és miozin fehérjeszálak alkotják.
Az izompólya nem más, mint az izmokat körülvevő kötőszövetes lemez. Ezen keresztül lépnek be az erek és idegek az izomszövetbe. Izomhüvely veszi körül az izmok nyalábjait, ez ugyancsak egy kötőszövetes hártyát jelent. Az izomhas az izmok kiszélesedő része, az eredeti hossz 40-50%-ra képes megrövidülni.
A legtöbb esetben egy izom két csontot köt össze, közöttük pedig ízület található. Az eredési pont azon a csonton található, amelyiken az izom nem okoz elmozdulást a legalapvetőbb mozgásformáját szolgáló összehúzódáskor, ez esik általában közelebb a törzs középvonalához. (Az eredés és tapadás - az izmok változatos működése miatt − inkább konvencionális, mint a funkciót valóban tükröző elnevezés.) Itt az izom legtöbbször kötőszöveten keresztül közvetlenül hozzánőtt a csonthoz. A tapadási ponton ezzel szemben elmozdul a csont, itt ín köti össze a csontot az izommal. A mozgás közben fellépő súrlódást csökkenti hosszú inakban az ínhüvely, amelyben folyadék található. Széles lapos izmok testüregeket határolnak (hasizmok, medencefenék izmai, rekeszizom), körkörös izmok akaratlagos záróizmokként működnek (végbél, hólyag), az arcizmok a bőr kötőszövetében tapadnak, és az arckifejezést alakítják (mimikai izmok), körkörös formáik az ajkak és a szemrés zárását biztosítják.

## Működése
A vázizomzat csak akkor húzódik össze, ha külső inger éri. Az izmot közvetlenül ingerelhetjük elektromos árammal, vagy mechanikai– és hőingerekkel is. Az ingerület áthalad az izomrostot borító sejthártyán, ahol az adott rostnál lévő membránbetüremkedésen (T-tubulusok) át bejut a citoplazma mélyebb rétegeibe. Az ingerület hatására az endoplazmatikus membrán Ca2+-ionáteresztő képessége megnő, és a sima felszínű endoplazmatikus hálózatban lévő ionok a koncentrációkülönbség miatt a citoplazmába jutnak (a folyamat diffúzió). A Ca2+ ionok az izomfonalakhoz jutva felszabadítja az aktin (vékony) szálak kötő helyét és a miozinok(vastag) is bekapcsolódnak, a Ca2+ ionok hatására ATP (adenozin-trifoszfát) hidrolizálódik. Az energia felszabadulás miatt miozin nyaki része konformációt vált, a fej elmozdul, így a miozin szálak közé aktin szálak kapcsolódnak, és az izomzat megrövidül. Az összehúzódáshoz szükséges energiát biztosító ATP elsősorban az izomrostban lezajló lebontófolyamatokból származik. Az izom biológiai oxidáció során elsősorban szénhidrátot (glükogént), esetleg lipidet bont, melyek a citoplazmában tárol glikogénből és a vérben oldott glükózból ("vércukor") származnak. A szívizom képes a glükóz, sőt a tejsav direkt felhasználására is.
Izomláz: amikor mozgunk az erek összenyomódnak az izmainkban, így az általuk odaszállított vér kevés lesz, nem tudja ellátni az izmot megfelelő mennyiségű O2-nel. Ez relatív O2 hiányt eredményez.És így az ott lévő szénhidrát erjedni fog, nem oxidálódni. Tejsav keletkezik, mely ingerli a fájdalomérző idegvégződéseket. Ha az izommunka abbamarad, a vérrel odaszállított O2 már elég lesz a szénhidrát oxidálásához, és az izmok O2 szükségletének ellátásához. A tejsav a vérrel a májba kerül, ami vagy lebontja, vagy glükózzá (C6H12O6) alakul. Az izom a vér és a máj ezen kapcsolatát Cori-körnek nevezzük. A tejsavas erjedés képlete: